# Godovnikov
Godovnikov - Годовников (rus) - és un khútor del krai de Krasnodar, a Rússia. Es troba als vessants septentrionals del Caucas occidental, a la vora esquerra del riu Pxekha, a 13 km al sud d'Apxeronsk i a 100 km al sud-est de Krasnodar, la capital.
Pertany al municipi de Nóvie Poliani.